# Atalophlebia superba
Atalophlebia superba is een haft uit de familie Leptophlebiidae. De wetenschappelijke naam van de soort is voor het eerst geldig gepubliceerd in 1936 door Tillyard.
De soort komt voor in het Australaziatisch gebied.